# Бельськ (Поморське воєводство)
Бельськ (пол. Bielsk) — село в Польщі, у гміні Можещин Тчевського повіту Поморського воєводства.
Населення — 85 осіб (2011).

## Демографія
Демографічна структура станом на 31 березня 2011 року:
|          | Загалом | Допрацездатний вік | Працездатний вік | Постпрацездатний вік |
| -------- | ------- | ------------------ | ---------------- | -------------------- |
| Чоловіки | 46      | 11                 | 32               | 3                    |
| Жінки    | 39      | 12                 | 20               | 7                    |
| Разом    | 85      | 23                 | 52               | 10                   |